# Resolució 1259 del Consell de Seguretat de les Nacions Unides
La Resolució 1259 del Consell de Seguretat de les Nacions Unides, adoptada per unanimitat l'11 d'agost de 1999 després de recordar les resolucions 808 (1993), 827 (1993), 936 (1994), 955 (1994) i 1047 (1996), el Consell va nomenar Carla Del Ponte com a Fiscal en el Tribunal Penal Internacional per a Ruanda i del Tribunal Penal Internacional per a l'antiga Iugoslàvia (ICTY).
El Consell va assenyalar la renúncia de l'ex fiscal, Louise Arbor, amb efecte a partir del 15 de setembre de 1999, i va decidir que el termini de Carla Del Ponte, fiscal general de Suïssa, començaria en aquesta data.